# Diplocladiella scalaroides
Diplocladiella scalaroides är en svampart som beskrevs av G. Arnaud ex M.B. Ellis 1976. Diplocladiella scalaroides ingår i släktet Diplocladiella, divisionen sporsäcksvampar och riket svampar.   Inga underarter finns listade i Catalogue of Life.